# Administrador regional
Administrador regional é um cargo político do Distrito Federal brasileiro. O administrador regional é indicado para administrar uma região administrativa.

## História
Os administradores regionais são indicados pelo governador do Distrito Federal.